# 고마다역
고마다역(일본어: 狛田駅)은 일본 교토부 소라쿠군 세이카정에 위치한 긴키 닛폰 철도 교토 선의 철도역이다. 역 번호는 B 20이며, 상대식 승강장 2면 2선의 구조를 갖춘 고가역이다.

## 타는 곳
| 1 | B 교토 선 | 하행 | 신호소노 · 야마토사이다이지 · 나라 · 덴리 · 가시하라진구마에 · 요시노 · 오사카난바 방면 |
| 2 | B 교토 선 | 상행 | 신타나베 · 단바바시 · 교토 · 교토 국제회관 방면                                         |

## 이용 현황
- 2005년 11월 8일 : 3,329명
- 2008년 11월 18일 : 2,809명
- 2010년 11월 9일 : 3,002명
- 2012년 11월 13일 : 2,795명
- 2015년 11월 10일 : 2,311명

## 역 주변
- 서일본 여객철도 갓켄토시 선 시모코마역
- 게이나와 자동차도 세이카시모코마 나들목

## 인접 역
| 긴키 닛폰 철도 B 교토 선   | 긴키 닛폰 철도 B 교토 선 | 긴키 닛폰 철도 B 교토 선           |
| -------------------------- | ------------------------ | ---------------------------------- |
| B19 긴테쓰미야즈 교토 방면 | B 교토 선                | 신호소노 B21 야마토사이다이지 방면 |